# Jakob Jenewein

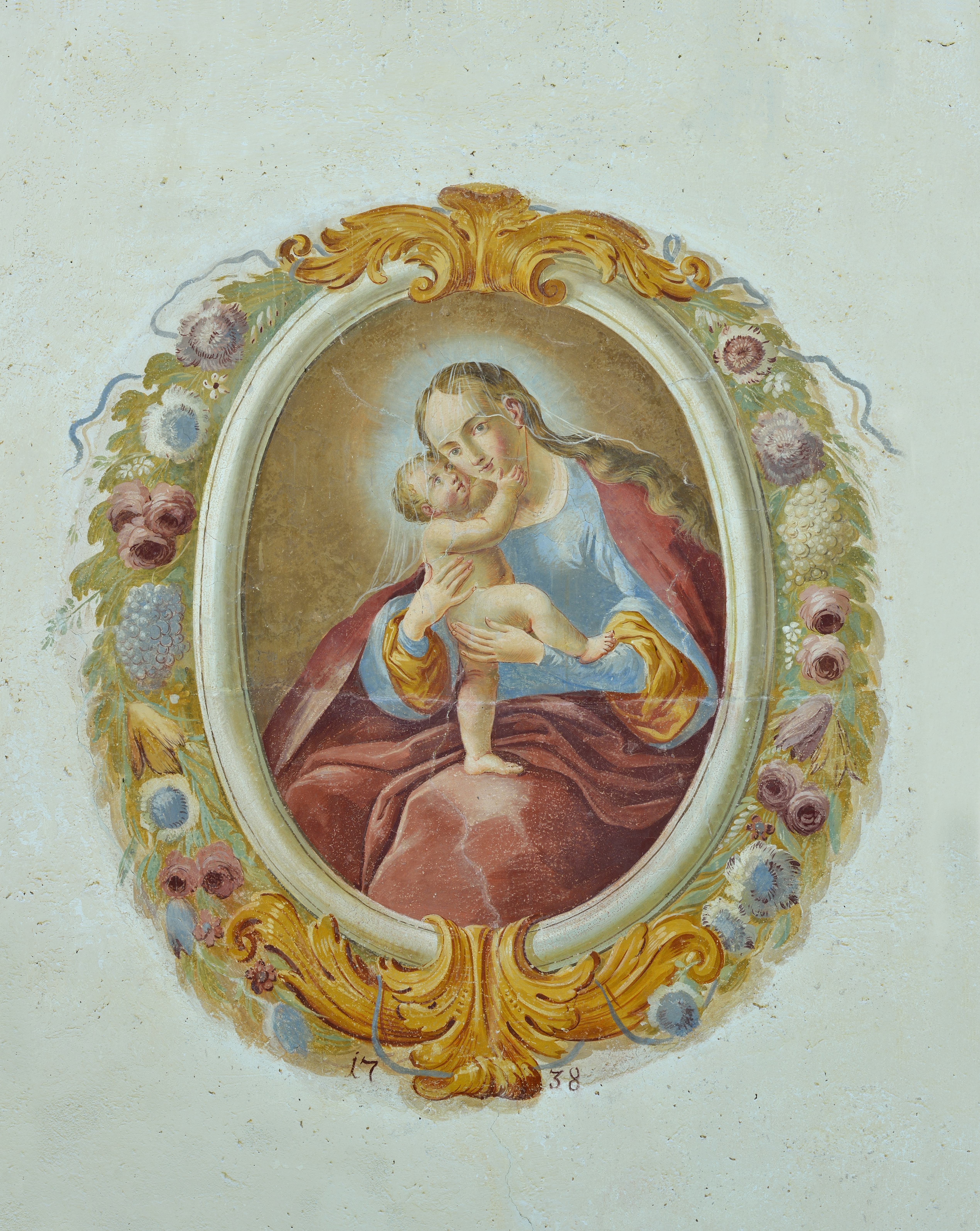
Fresko von Jakob Jenewein am alten Widum in Wengen (Südtirol)

Jakob Jenewein (auch Jennewein; * 30. April 1713 in Mieders im Stubaital; † 13. September 1745 in Pufels in Gröden) war ein österreichischer Barockmaler.

## Leben

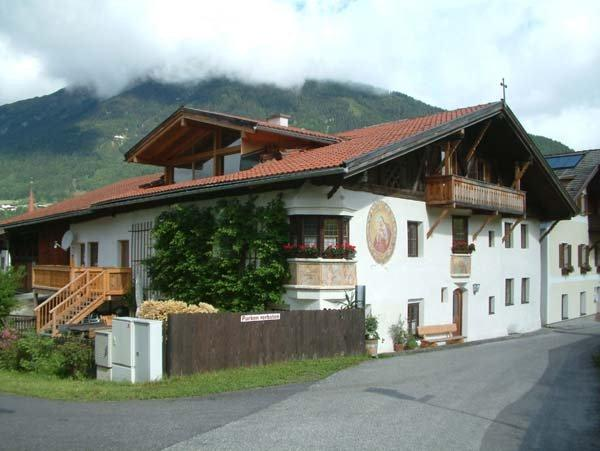
Jeneweins Geburtshaus in Mieders, die Fresken an der Fassade werden ihm zugeschrieben.

Weil er für die bäuerliche Arbeit als körperlich ungeeignet angesehen wurde, wurde Jakob Jenewein zu einem Maler in Innsbruck in die Lehre gegeben. Er übertraf bald seinen Meister und ging zur weiteren Ausbildung nach Rom. Dort lernte er im Collegium Romanum einen jungen Mann kennen, der später Probst am Brixner Dom wurde. Auf dessen Empfehlung wurde er 1731 nach Brixen berufen und dort als Hofmaler beschäftigt. Er schuf Fresken und Ölbilder, vorwiegend für Kirchen in Brixen und im Stubaital. Er starb 1745 beim Ausmalen der Kirche in Pufels durch einen Sturz vom Gerüst.

## Werke
- Kreuzwegbilder, Pfarrkirche Telfes, 1733/34
- Kreuzwegbilder, Brixner Dom, heute in der Frauenkirche am Kreuzgang, um 1734
- Deckenfresken, Pfarrkirche Mieders, 1739[3]
- Deckenfresken und Sonnenuhr, Pfarrkirche St. Andreas, St. Andrä (Brixen)
- Altarblatt und Fresken (Kreuzweg), Pfarrkirche St. Leonhard, Pufels (Gemeinde Kastelruth), 1743/45
- Mariahilf-Fresko am Pfarrwidum Pufels[4]
- Kreuzwegstationen, Alte Pfarrkirche St. Genesius in Wengen (nur Mauerreste mit einzelnen Stationen erhalten)
- Fresken am Bauernhaus Weber (Jeneweins Geburtshaus), Mieders (zugeschrieben)[2]

## Literatur

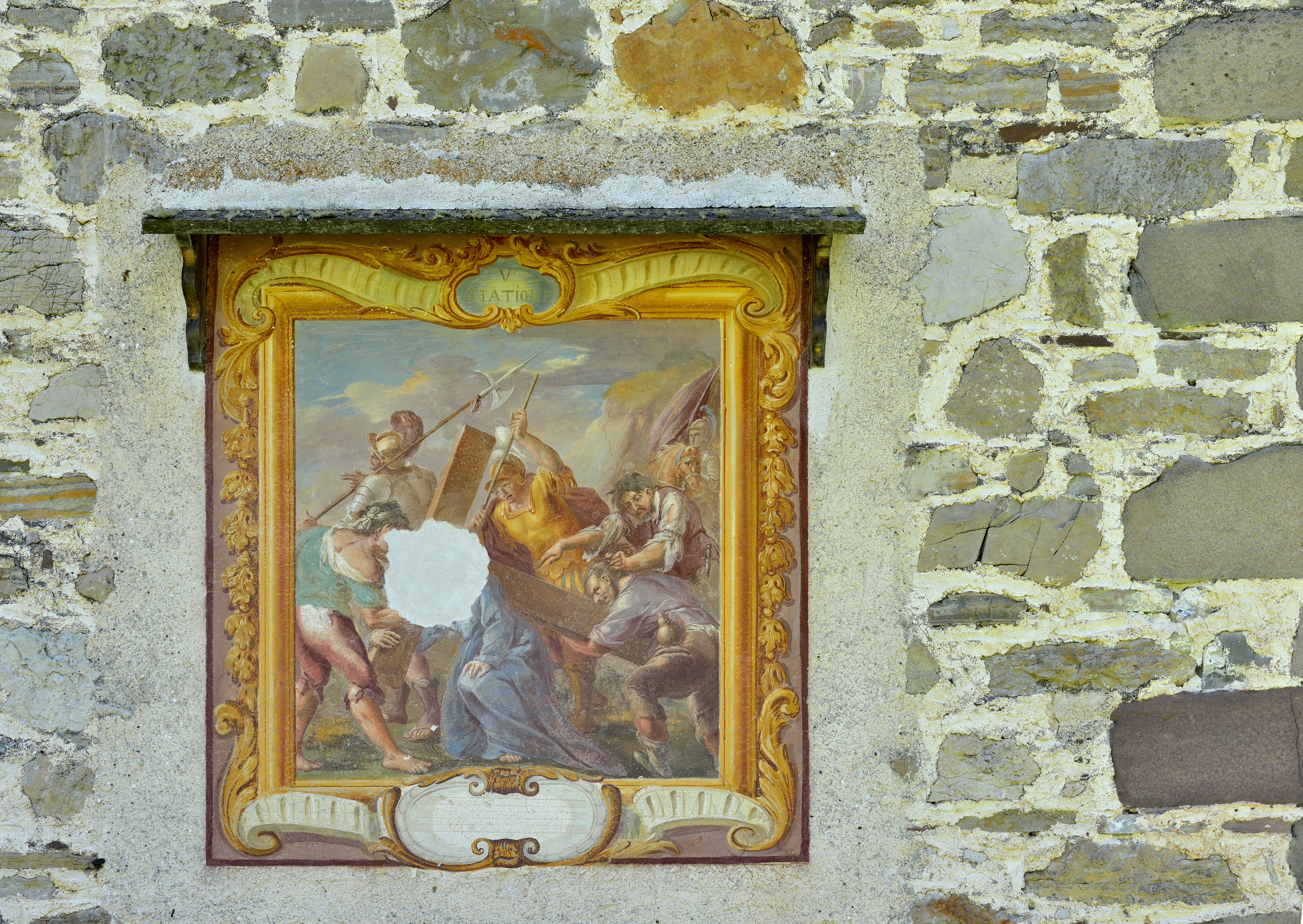
Alte Pfarrkirche St. Genesius in Wengen. Mauerreste mit einzelnen Kreuzwegstationen von Jakob Jenewein